# Jean Veber
Pour les articles homonymes, voir Veber.
Jean Veber né à Paris le 13 février 1864 et mort dans la même ville le 28 novembre 1928 est un dessinateur de presse, peintre et lithographe français.

## Biographie
Jean Veber est élève de Jules-Élie Delaunay et d'Alexandre Cabanel aux Beaux-Arts de Paris à partir de 1883. Peintre de formation, Jean Veber devient dessinateur quand son frère Pierre Veber le pousse à rejoindre son journal, Gil Blas. En 1897, son dessin montrant Otto von Bismarck comme un boucher de son peuple cause une polémique. Il travaille pour le journal L'Assiette au beurre. Certains de ses dessins font scandale, comme ceux du no 26 daté du 28 septembre 1901, consacrés aux camps de reconcentration du Transvaal. Y sont dénoncées les atrocités des Britanniques en Afrique du Sud durant leur guerre contre les Boers, ce qui suscite les foudres de la censure : l'artiste y dessine le visage d'Edward VII sur les fesses de Britannia déféquant. Ces dessins témoignent de l'anglophobie qui règne alors en France[réf. nécessaire]. Ses caricatures sont aussi publiées dans Le Rire.
Durant la Première Guerre mondiale, âgé de 50 ans, il s’engage volontairement. Intoxiqué par les gaz, il est démobilisé dans le courant de 1918.

## Œuvres
Ses dessins des camps de reconcentration du Transvaal, malgré certaines outrances anglophobes, apparaissent comme des visions prophétiques de tous les grands crimes de masse du XXe siècle. Les dessins fantastiques et morbides de Jean Veber constituent certainement la part la plus saisissante de son œuvre. Bien avant les surréalistes et le développement de la science-fiction, et tout en prenant racine chez Goya, Daumier et les Hollandais, il explore un univers[Lequel ?] d'une puissance et d'une étrangeté incomparable au cœur de la condition humaine.

Œuvres de Jean Veber
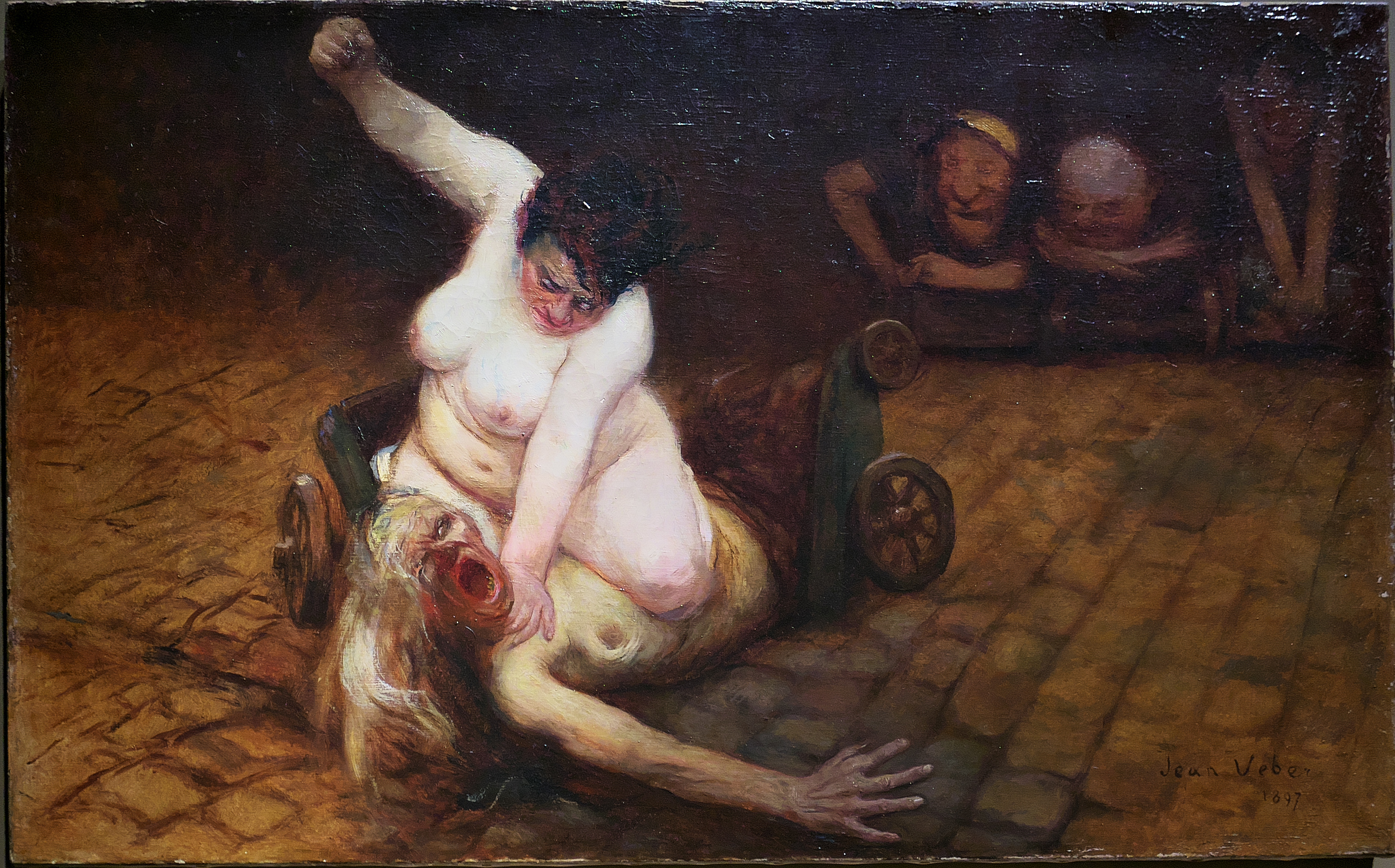
Bataille de dames (1897), localisation inconnue.
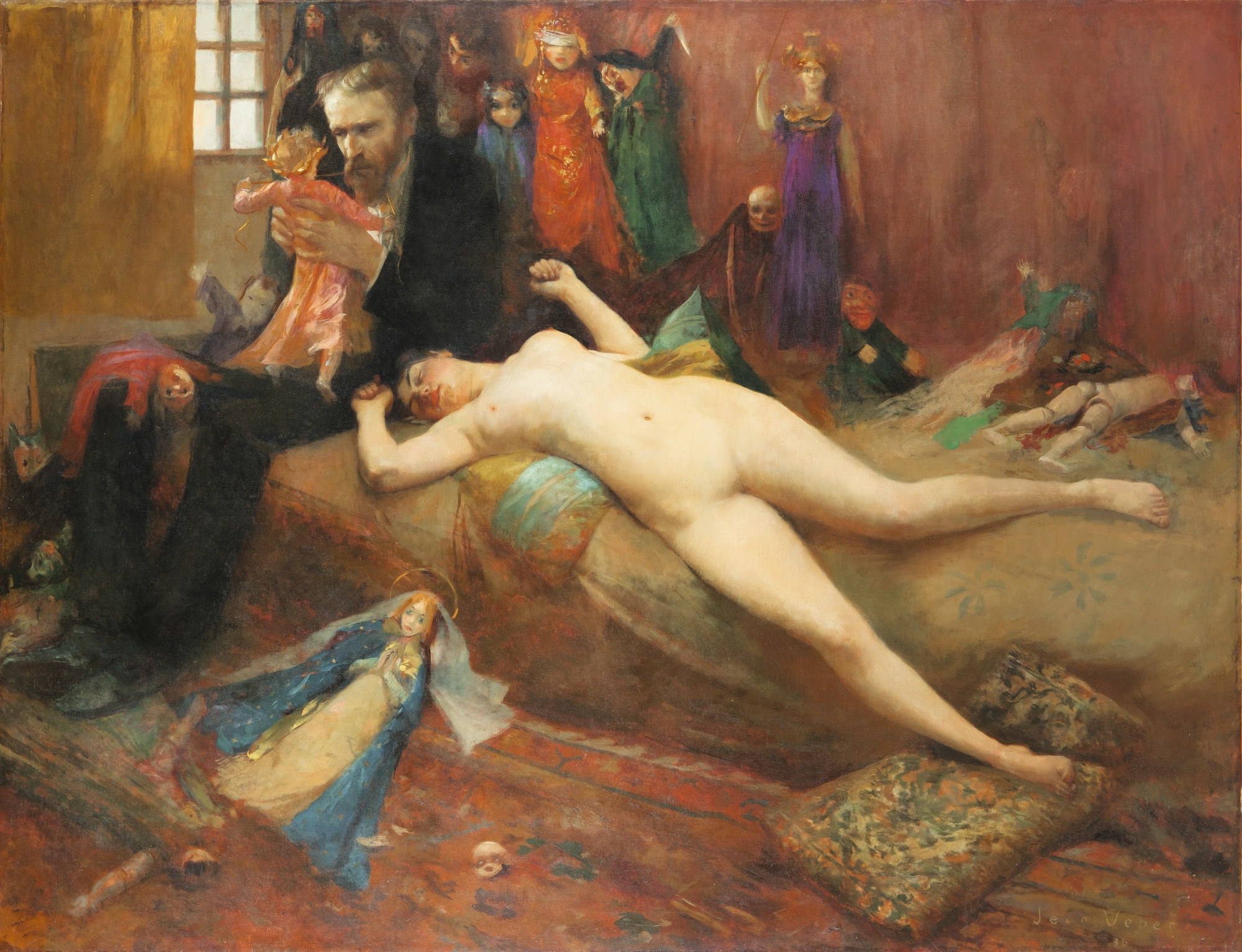
L'Homme aux poupées (1899), localisation inconnue.
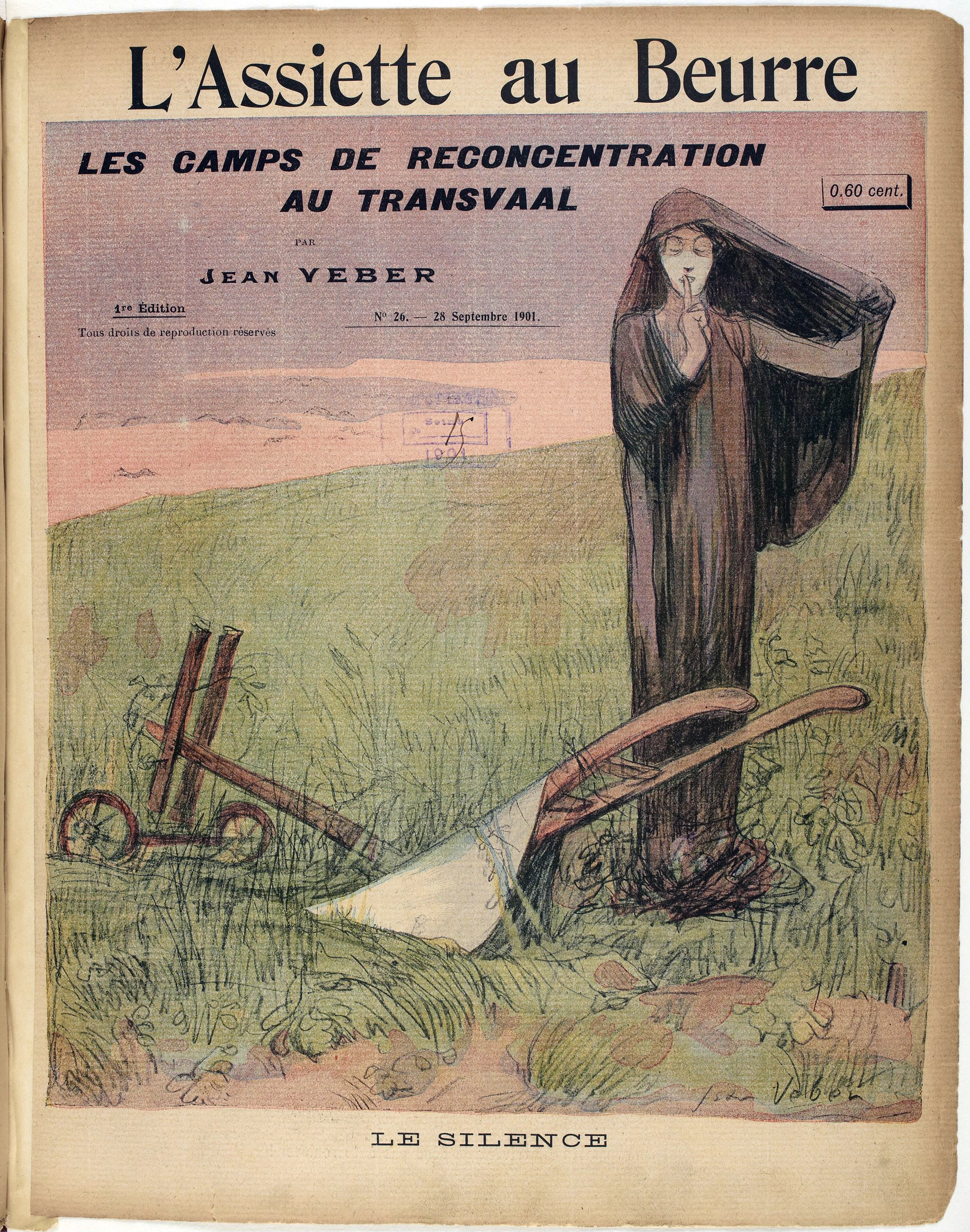
« Les camps de reconcentration du Transvaal », couverture de l'Assiette au beurre du 28 septembre 1901.
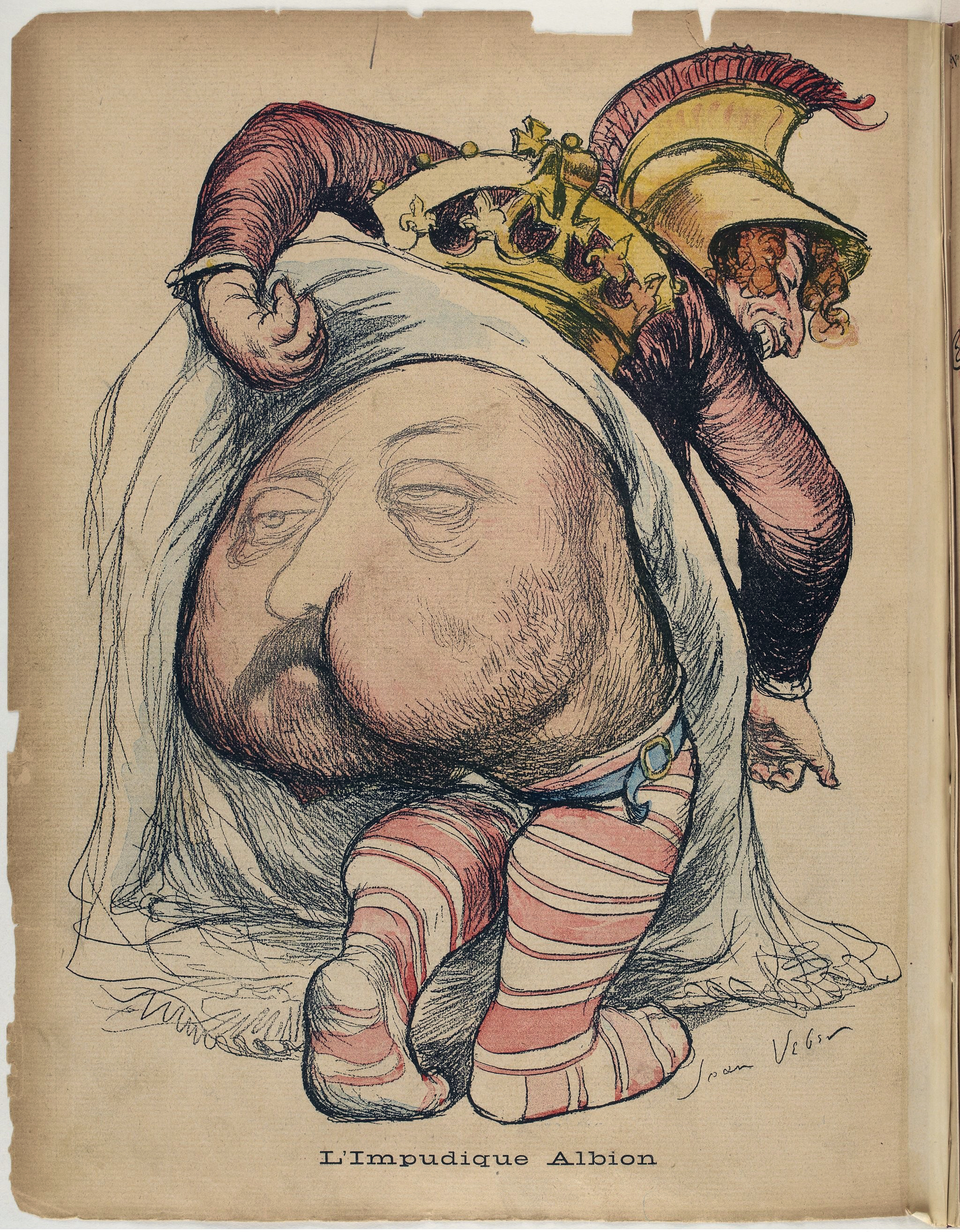
« L'Impudique Albion », l'Assiette au beurre du 28 septembre 1901.
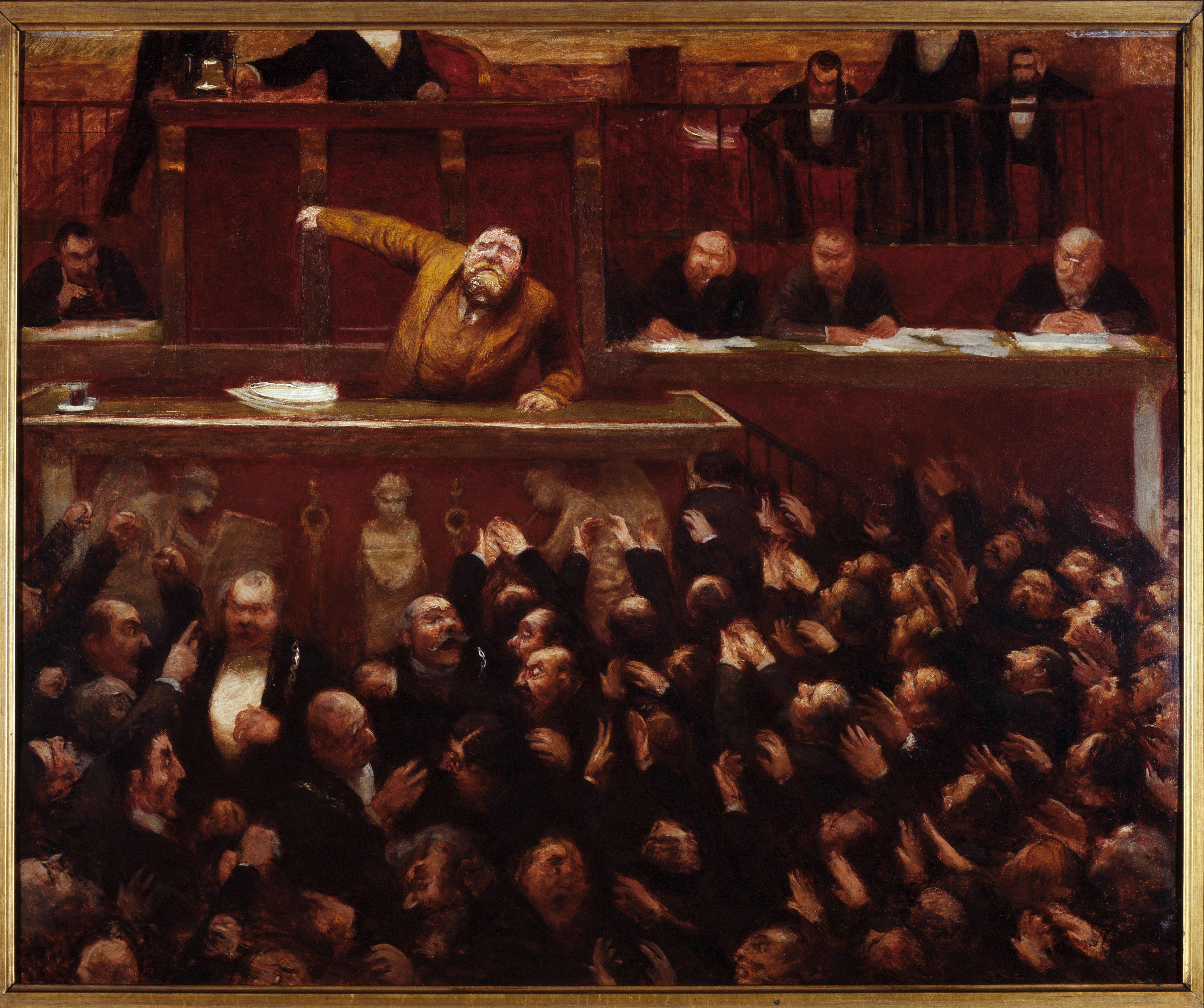
Jean Jaurès à la tribune de la Chambre des députés (1903), Paris, musée Carnavalet.
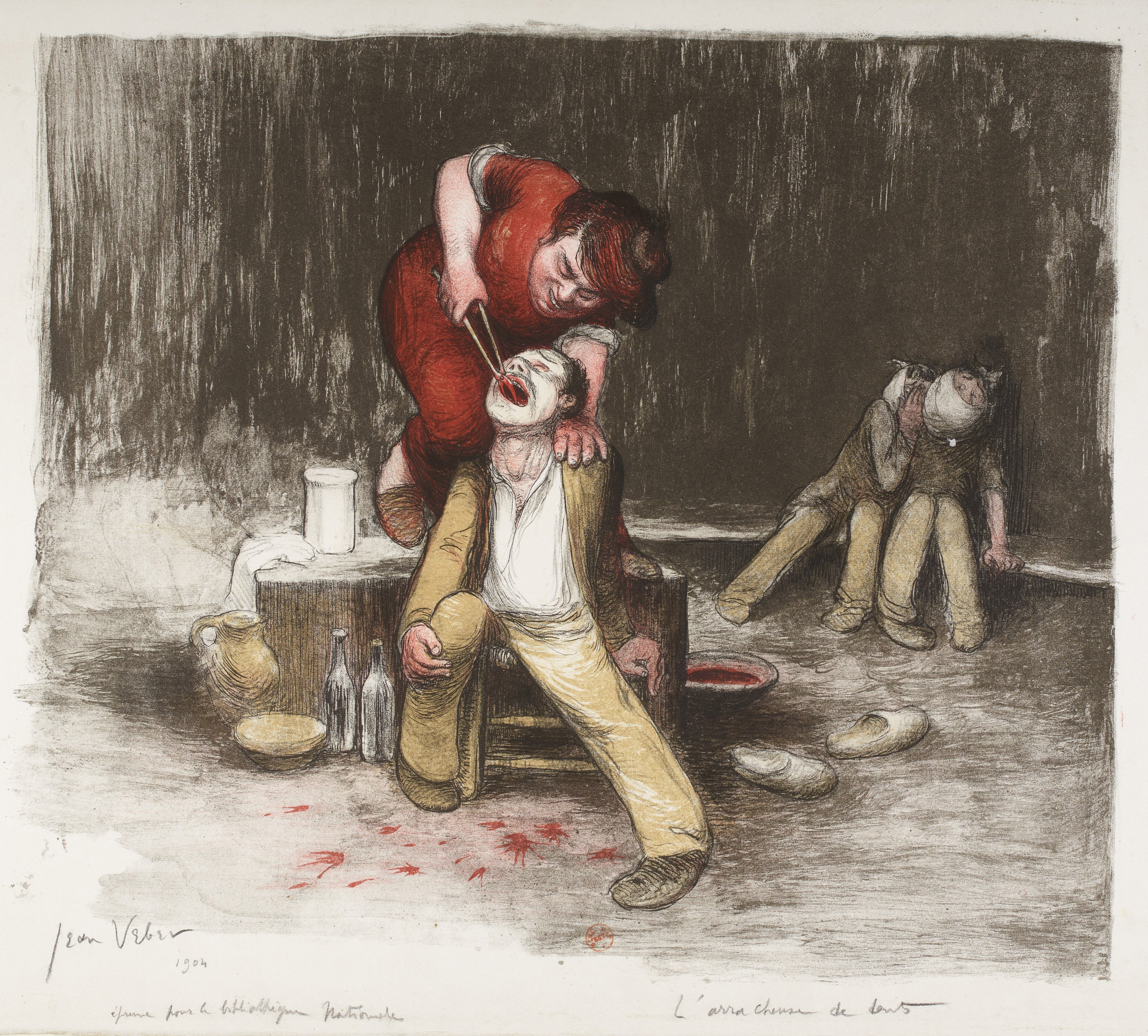
L'Arracheuse de dents (1904), Paris, BnF.
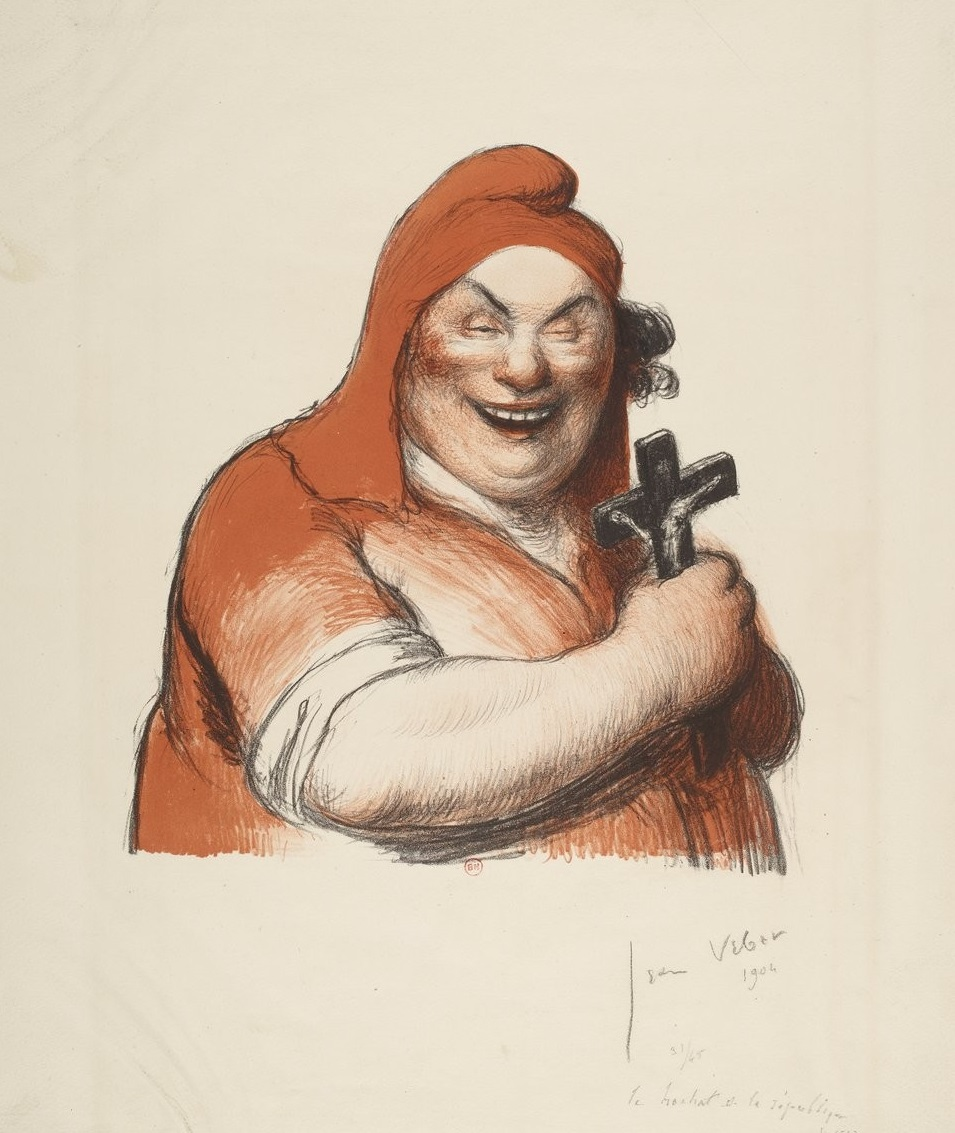
Le Hochet de la République (1904), Paris, BnF.
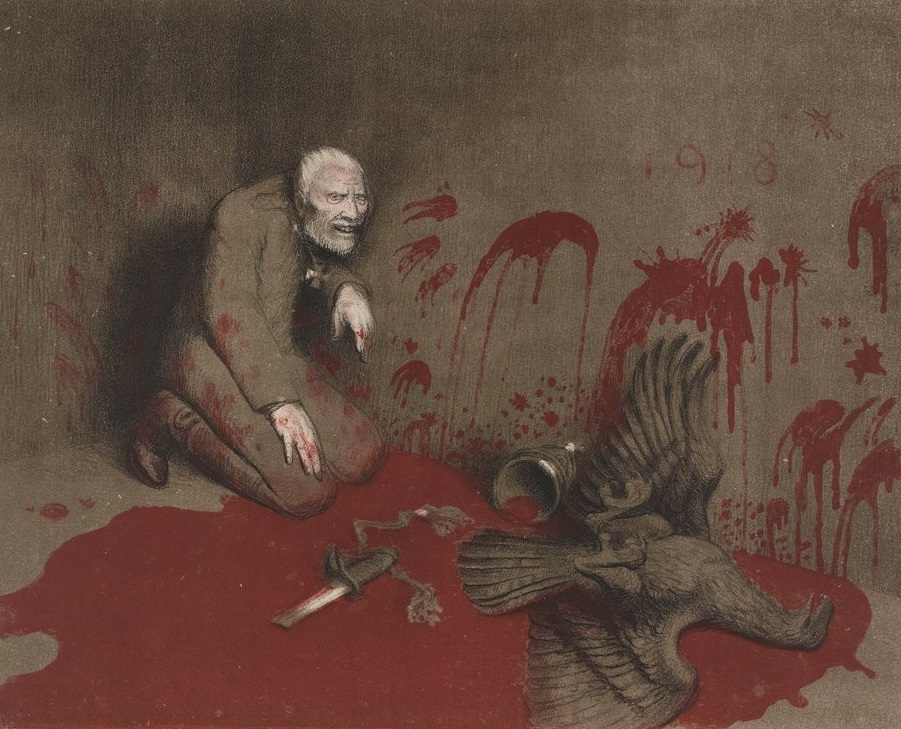
Guillaume II (1918), Paris, BnF.
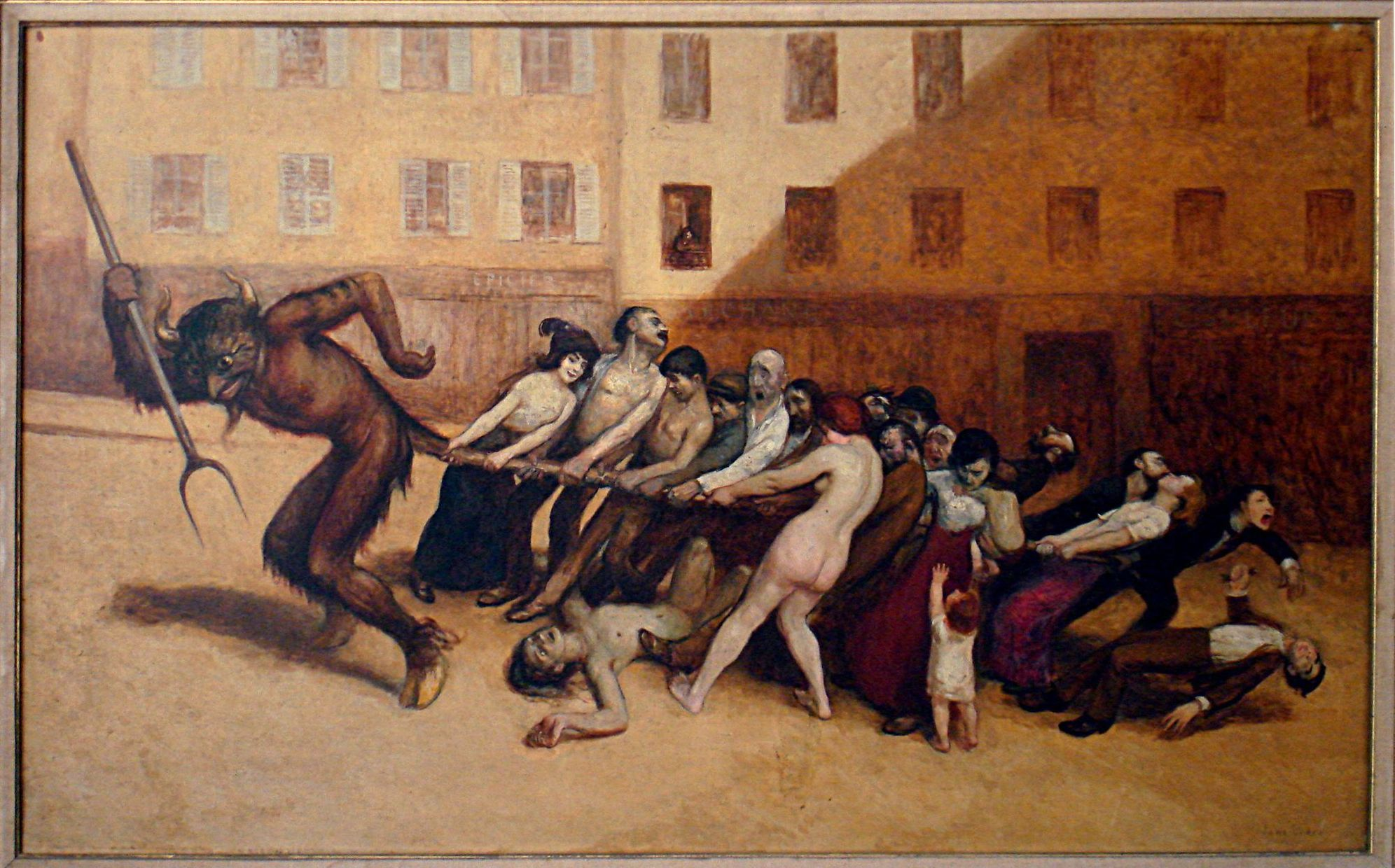
Les Parisiens tirant le diable par la queue, Paris, musée Carnavalet.

Portraits d'écrivains
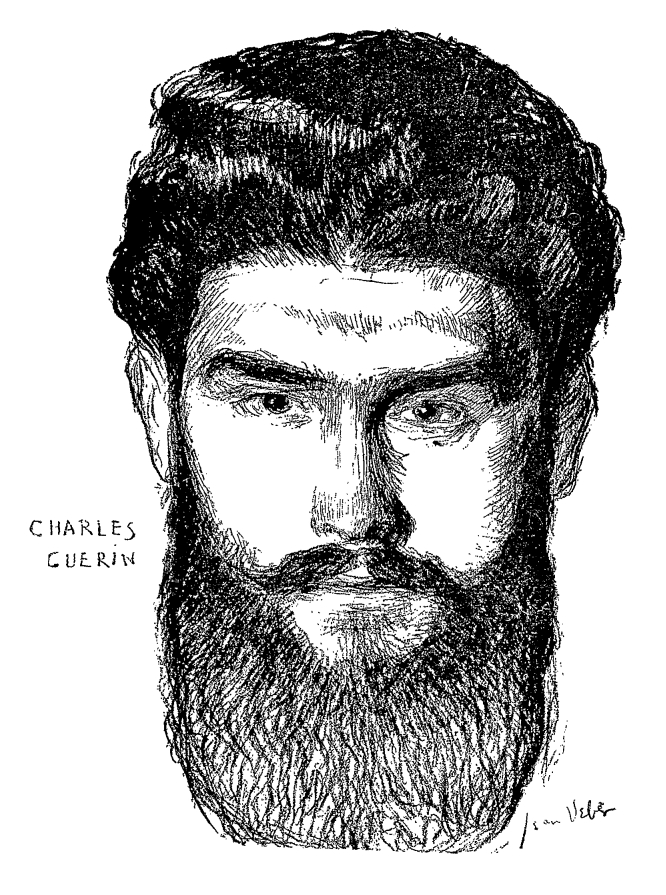
Charles Guérin
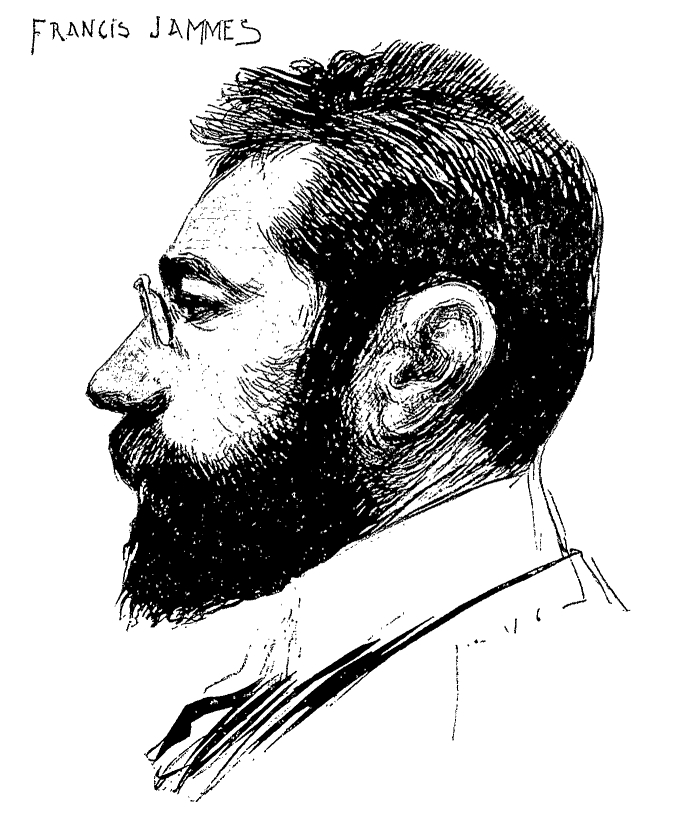
Francis Jammes
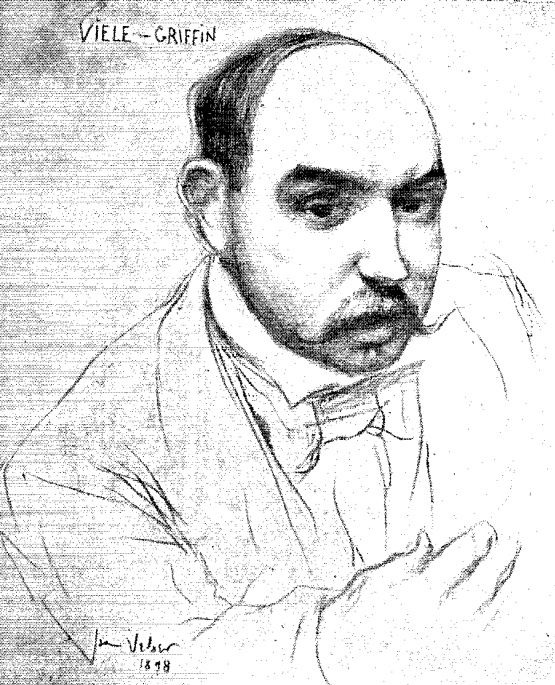
Francis Vielé-Griffin
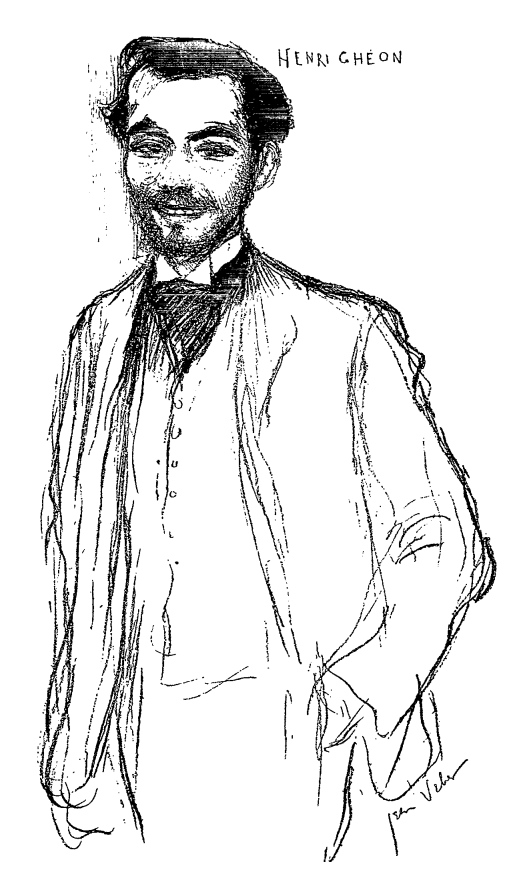
Henri Ghéon
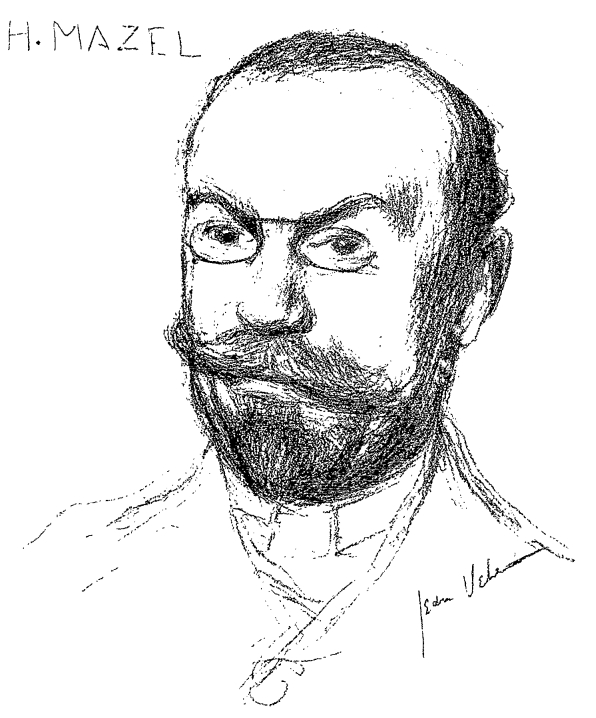
Henri Mazel
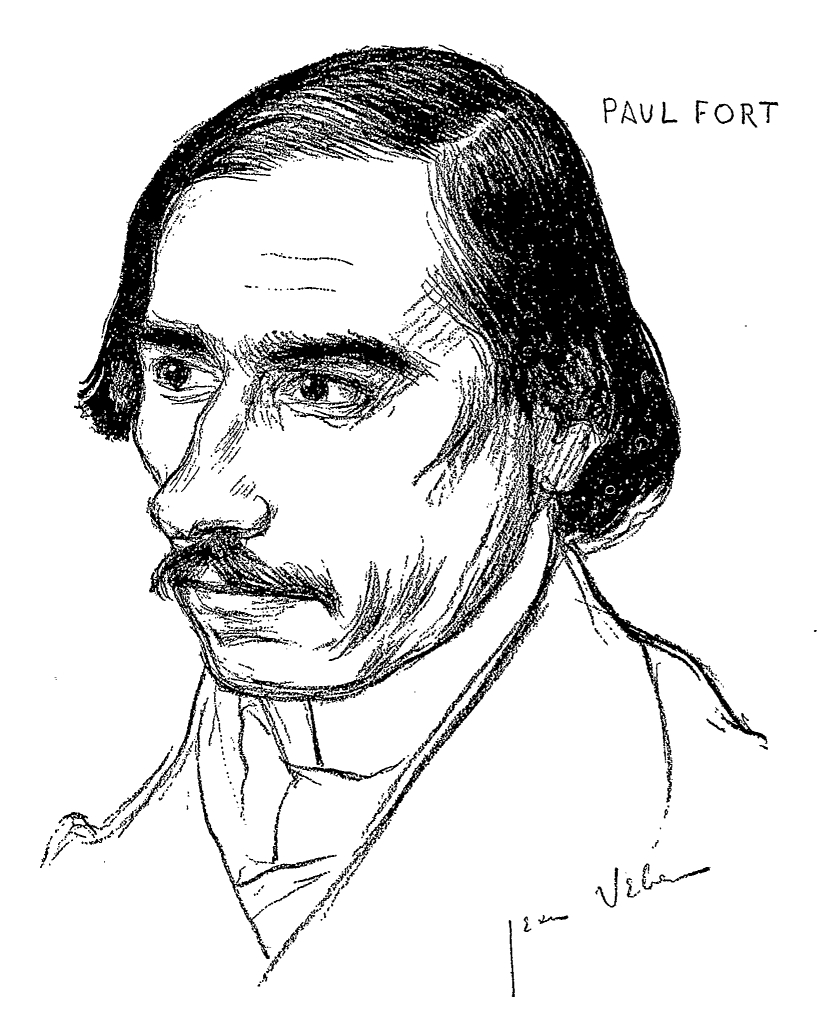
Paul Fort
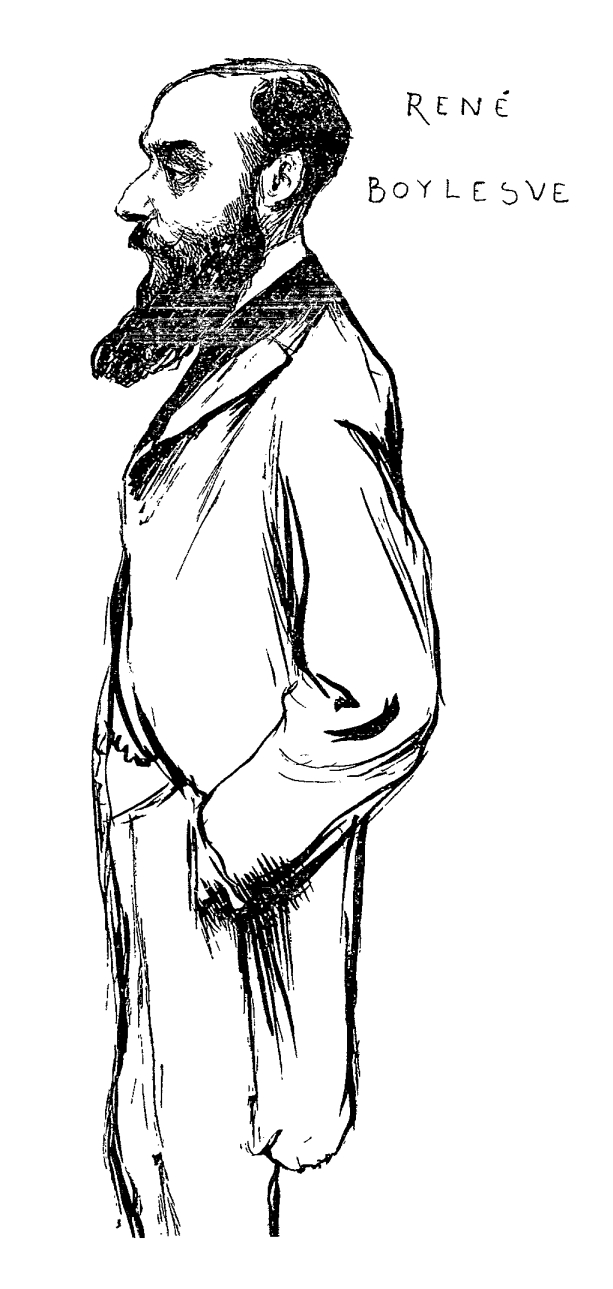
René Boylesve

## Collections publiques
États-Unis
- Cleveland Museum of Art.
- San Francisco, musée des Beaux-Arts :
  - La Chambrière (Clemenceau), 1907 ;
  - La Soirée Bourgeoise ;
  - Chez Durand ;
  - La Marche à l'Étoile ;
  - La Grande Misère (L'impôt sur le revenu) ;
  - Clemenceau à la Tribune (« Tant que nous serons au pouvoir, nous ferons l'éducation de la démocratie ») ; L'opinion publique (Les Aveugles).

France
- Castres, Centre national et musée Jean-Jaurès.
- Lille, palais des Beaux-Arts.
- Nantes, musée des Beaux-Arts.
- Paris :
  - département des estampes et de la photographie de la Bibliothèque nationale de France ;
  - musée Carnavalet ;
  - musée du Louvre, département des arts graphiques.
- Tours, musée des Beaux-Arts : Dynamis ou La Machine, 1902.

## Distinctions
- Croix de guerre (4 citations).
- Médaille militaire.

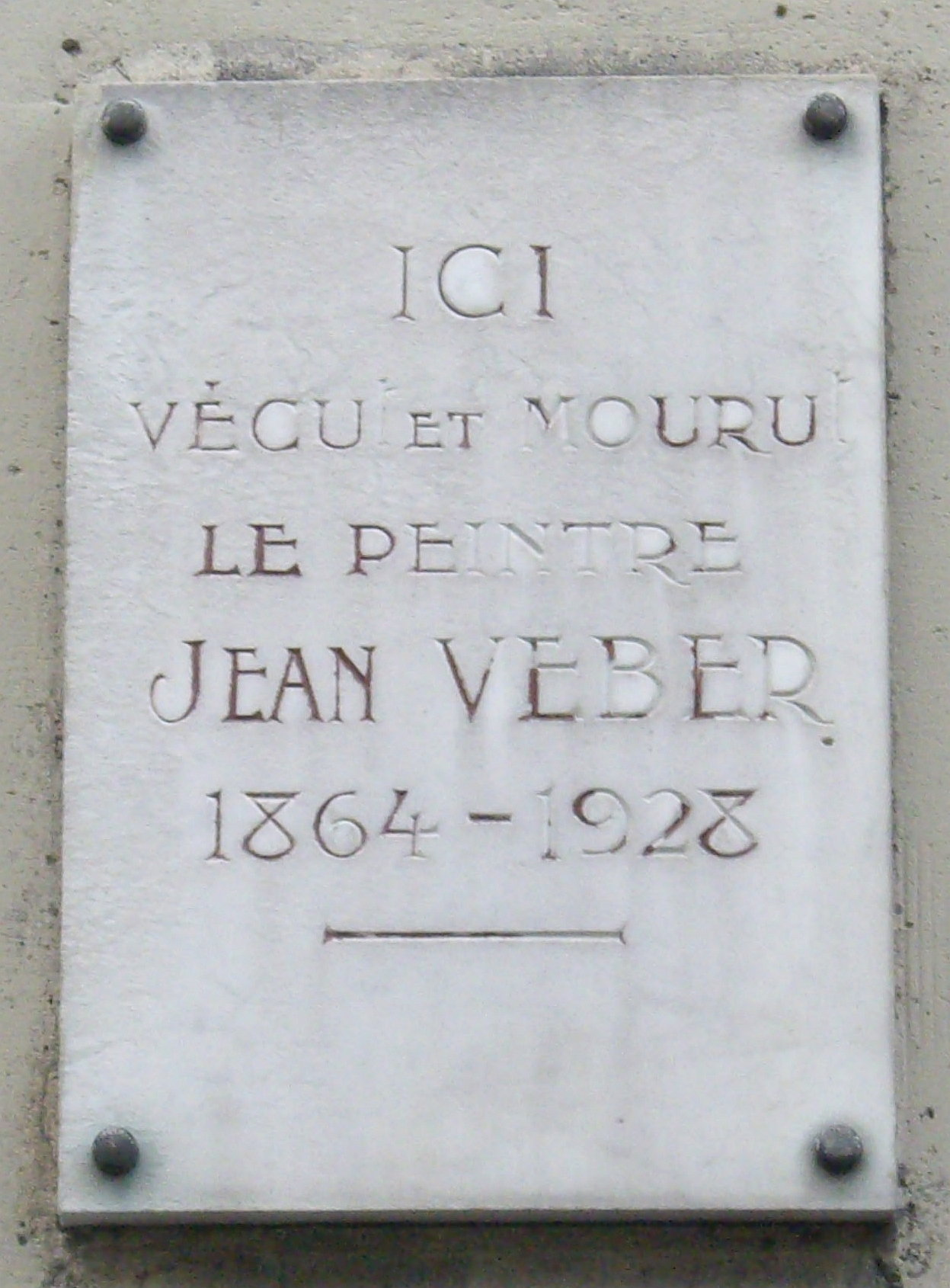
Plaque commémorative au 149, boulevard Pereire à Paris.

- Chevalier de la Légion d'honneur au titre du ministère de l'Instruction publique et des Beaux-Arts, décret du 13 janvier 1907, parrainé par Pierre Veber, son frère.
- Officier de la Légion d'honneur au titre du ministère de l'Instruction publique et des Beaux-Arts, décret du 9 novembre 1920, parrainé par Gustave Geffroy, de l'Académie Goncourt[5].